# 맹구와 북두신검
"맹구와 북두신검"(Maeng-Gu And Ursa Major God's Sword)은 한국에서 제작된 왕룡 감독의 1992년 코미디 영화이다. 이창훈 등이 주연으로 출연하였고 정욱 등이 제작에 참여하였다.

## 출연

### 주연
- 이창훈

### 조연
- 김명덕
- 신경숙
- 이계영
- 김미영
- 박춘길
- 박세범
- 최첨심
- 오은정
- 윤덕영
- 한명환
- 김수겸
- 정은아
- 이승아
- 정관영
- 채수억
- 김민수
- 윤연규
- 이응준
- 김덕형
- 진성구
- 허성태
- 최명진
- 장민석
- 박경애

## 기타
- 촬영부: 김채환
- 촬영부: 이승준
- 촬영부: 정한철
- 조명: 이민부
- 조명부: 김현종
- 조명부: 이대영
- 조명부: 조대영
- 조명부: 황순옥
- 조연출: 이은영
- 스크립터: 정은아
- 특수효과: 김득용
- 특수효과: 윤철중
- 미용: 성미자
- 미용: 손서운
- 분장: 임동윤
- 소품: 윤범준
- 무술연출: 박춘길
- 소품: 허표영
- 진행: 박용수